# سیارک ۴۹۶۹۹
سیارک ۴۹۶۹۹ (به انگلیسی: 49699 Hidetakasato، نامگذاری:1999VZ)۴۹۶۹۹مین سیارک کشف شده‌است که در ۰۳ نوامبر ۱۹۹۹ کشف شد.